# Argujillo
Argujillo – gmina w Hiszpanii, w prowincji Zamora, w Kastylii i León, o powierzchni 23,09 km². W 2011 roku gmina liczyła 324 mieszkańców.